# X Factor (Danimarca)
X Factor è la versione danese del talent show britannico The X Factor in cui concorrono aspiranti cantanti pop scelti attraverso audizioni. Il programma, che va in onda sul canale Danmarks Radio, è condotto da Lise Rønne sin dalla prima edizione esclusa la terza, la cui conduzione è stata affidata a Signe Muusmann.

Giudici nel tempo
- Thomas Blachman: 2008–2009, 2011–nu
- Lina Rafn: 2008–2009, 2014–2015
- Remee Jackson: 2008–2010, 2014–2018
- Soulshock: 2010
- Pernille Rosendahl: 2010–2012
- Cutfather: 2011–2012
- Ida Corr: 2013
- Anne Linnet: 2013
- Mette Lindberg: 2016–2017
- Sanne Salomonsen: 2018
- Ankerstjerne: 2019–2020
- Oh Land: 2019–2021
- Martin Jensen: 2021–2022
- Kwamie Liv: 2022–nu
- Simon Kvamm: 2023–nu

## Riassunto delle stagioni
15-24/Ragazzi 15-24
     Ragazze 15-24
     25+
     Gruppi vocali
| Stagione | Data di trasmissione | Vincitore               | Secondo                   | Terzo                | Presentatore   | Giudici                                             | Giudice vincitore  |
| -------- | -------------------- | ----------------------- | ------------------------- | -------------------- | -------------- | --------------------------------------------------- | ------------------ |
| Prima    | 2008                 | Martin Hoberg Hedegaard | Laura Arensbak Kjaergaard | Heidi Svelmøe Herløw | Lise Rønne     | Lina Rafn Thomas Blachman Remee                     | Remee              |
| Seconda  | 2009                 | Linda Andrews           | Alien Beat Club           | Mohamed Ali          | Lise Rønne     | Lina Rafn Thomas Blachman Remee                     | Lina Rafn          |
| Terza    | 2010                 | Thomas Ring Petersen    | Tine Midtgaard Madsen     | Jesper Boesgaard     | Signe Muusmann | Remee Pernille Rosendahl Carsten "Soulshock" Schack | Pernille Rosendahl |
| Quarta   | 2011                 | Sarah Skaalum Jørgensen | Annelouise                | Babou                | Lise Rønne     | Thomas Blachman Pernille Rosendahl Cutfather        | Cutfather          |

## Giudici e categorie
- Note: Il vincitore è scritto in grande, gli altri partecipanti in piccolo. La categoria vincente è di colore verde

| Stagione | Lina Rafn                                               | Thomas Blachman                                                    | Remee                                                                  |
| -------- | ------------------------------------------------------- | ------------------------------------------------------------------ | ---------------------------------------------------------------------- |
| Prima    | Gruppi Søren & Anne RaiDen Vocaloca                     | 25+ Frederik Konradsen Lisa Maria Birkekvist Heidi Svelmøe Herløw  | 15-24 Martin Hoberg Hedegaard Basim Moujahid Laura Arensbak Kjaergaard |
| Seconda  | 25+ Linda Andrews Claus Lillelund Claus Seest           | 15-24 Lucas Francis Claver Sidsel Lieknins Vestertjele Mohamed Ali | Gruppi Tårnhøj Asian Sensation Alien Beat Club                         |
| Stagione | Pernille Rosendahl                                      | Soulshock                                                          | Remee                                                                  |
| Terza    | 25+ Thomas Ring Petersen Daniel Vengsgaard Peter Søborg | Gruppi The Fireflies 8210 In-Joy                                   | 15-24 Tine Midtgaard Madsen Jesper Boesgaard Anna Nygaard              |
| Stagione | Pernille Rosendahl                                      | Thomas Blachman                                                    | Cutfather                                                              |
| Quarta   | Gruppi DeeVibez JR Rikke & Trine                        | 25+ Ercan Annelouise Patricia                                      | 15-24 Sarah Babou Rasmus                                               |